# 노형돈
노형돈은 대한민국의 가수 겸 작곡가·작사가, 즉 싱어송라이터다.

## 개요
노형돈은 2015년 디지털 싱글 《끝날》을 통해 싱어송라이터로 데뷔했다. 이후 별다른 활동을 갖지 않다가, 데뷔곡 발표 이후 3년 만인 2018년 6월 디지털싱글 《너는 아니》를 발표하며 활동 재개를 알렸고, 같은 해 8월에 《동암역 2번출구》라는 곡을 발표하며 인천 지역에서 널리 알려지게 됐다. 연이어 밴드 사운드의 발라드인 《행복하길 바랄 뿐이죠》, 피아노 감성의 잔잔한 발라드인 《잊혀진다》와 《변해도》를 발표하며 발라드 가수로서의 입지를 다지기 시작했다.
데뷔 4년 만인 2019년 2월과 3월에 정규 1집 《이별 그리고 Part 1》과 《이별 그리고 Part 2》를 각각 발표했다. 정규앨범 발표 이후 약 2년의 휴식기를 가진 후 2021년 6월에 신곡 《어떻게 사니》로 돌아왔고, 같은 해 10월에 정규 2집 《사랑이 다 그렇지》를 발표했다. 정규 2집의 메인 타이틀 곡인 《이별을 통보받은 날》은 지난 2018년 발표한 《동암역 2번출구》와 함께 노형돈의 대표곡으로 자리잡았다.
2022년 1월에는 동암역에 이어 또다시 인천의 철도역명을 제목에 넣은 신곡 《청라역에서 만나자》를 발표하며 '인천 가수'라는 이미지를 굳히기 시작했고, 같은 해 3월에는 데뷔 이후 처음으로 이별이 아닌 '설레는 사랑'의 내용을 담은 곡인 《사랑을 하고 있나요》를 통해 새로운 시도를 했다. 하지만 2개월여 만에 슬픈 감성의 발라드 곡인 《생각이나》를 발표하며 다시 이별 콘셉트로 돌아왔다. 2022년 9월에는 싱어송라이터 '자신'이 앞서 발표한 《보내야 할 때 보내지 못했어》를 리메이크 해 《사실은 돌아가고 싶어서》라는 제목의 디지털 싱글로 발매했다.

## 앨범 및 참여 음반

### 디지털 싱글
- 《끝날》 (2015년 5월 7일 발매)[16]
- 《너는 아니》 (2018년 6월 22일 발매)[17]
- 《동암역 2번출구》 (2018년 8월 9일 발매)[18]
- 《행복하길 바랄 뿐이죠》 (2018년 11월 28일 발매)[19]
- 《잊혀진다》 (2018년 12월 19일 발매)[20]
- 《변해도》 (2019년 1월 21일 발매)[21]
- 《어떻게 사니》 (2021년 6월 15일 발매)[22]
- 《청라역에서 만나자》 (2022년 1월 24일 발매)[23]
- 《사랑을 하고 있나요》 (2022년 3월 31일 발매)[24]
- 《#생각이나》 (2022년 6월 1일 발매)[25]
- 《사실은 돌아가고 싶어서》 (2022년 9월 22일 발매)[26]

### 정규 앨범
- 《1집 이별 그리고 Part. 1》 (2019년 2월 18일 발매)[27]
- 《1집 이별 그리고 Part. 2》 (2019년 3월 11일 발매)[28]
- 《2집 사랑이 다 그렇지》 (2021년 10월 11일 발매)[29]